# عبد الله السواط
عبد الله صويلح السواط  مواليد 28 مايو 2000 في السعودية، هو لاعب كرة قدم سعودي.
لعب في الفئات السنية في نادي الاتحاد و لعب بعدها في نادي التقدم ونادي الريان.
بداية الاعب عبد الله السواط في براعم الاتحاد وقضى 10 سنوات حافله بتمثيل النادي والمنتخب البراعم والناشئين و الشباب وشارك ببطولة كاس اسيا للبراعم والناشئين و حقق بطولة غرب اسيا وكأس الخليج وثم صعداءللفريق الأول ليشارك في مبارتين رسمية امام الفيصلي وضمك و أشاد به المدرب التشيلي لويس سييرا كما أن الاعب لازال في عمر 20 سنه وامامه مستقبل كبير.